# Gibson Technology
Pour les articles homonymes, voir Gibson.

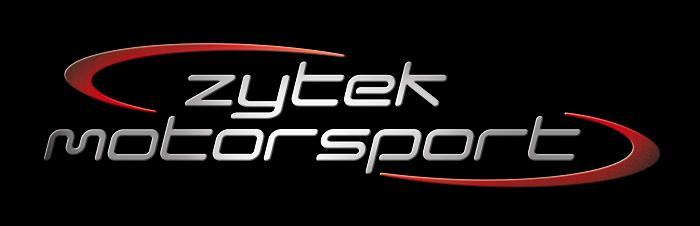
Ancien logo de Zytek Motosport.

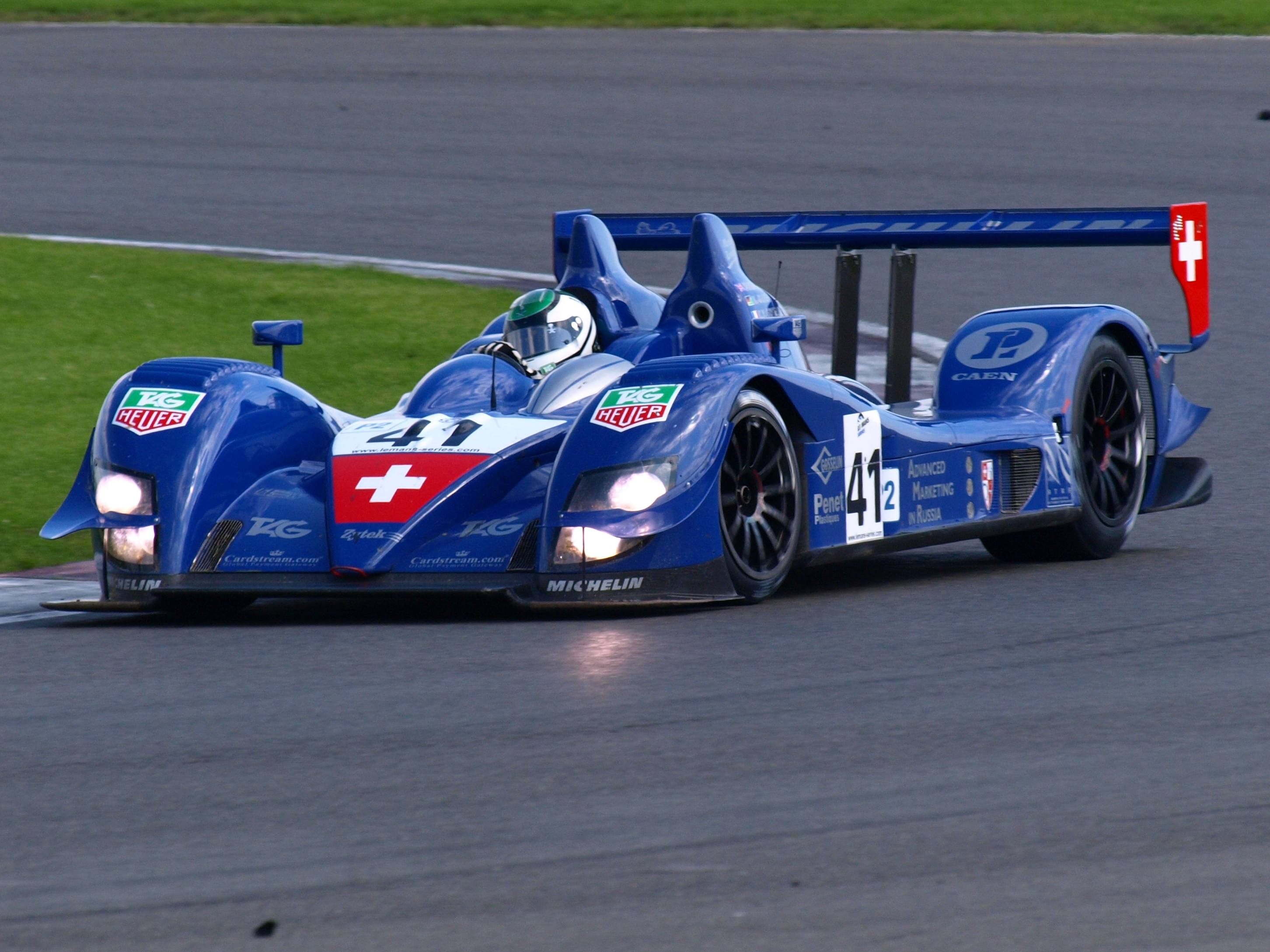
La Zytek 07S du Team Trading Performance en 2008.

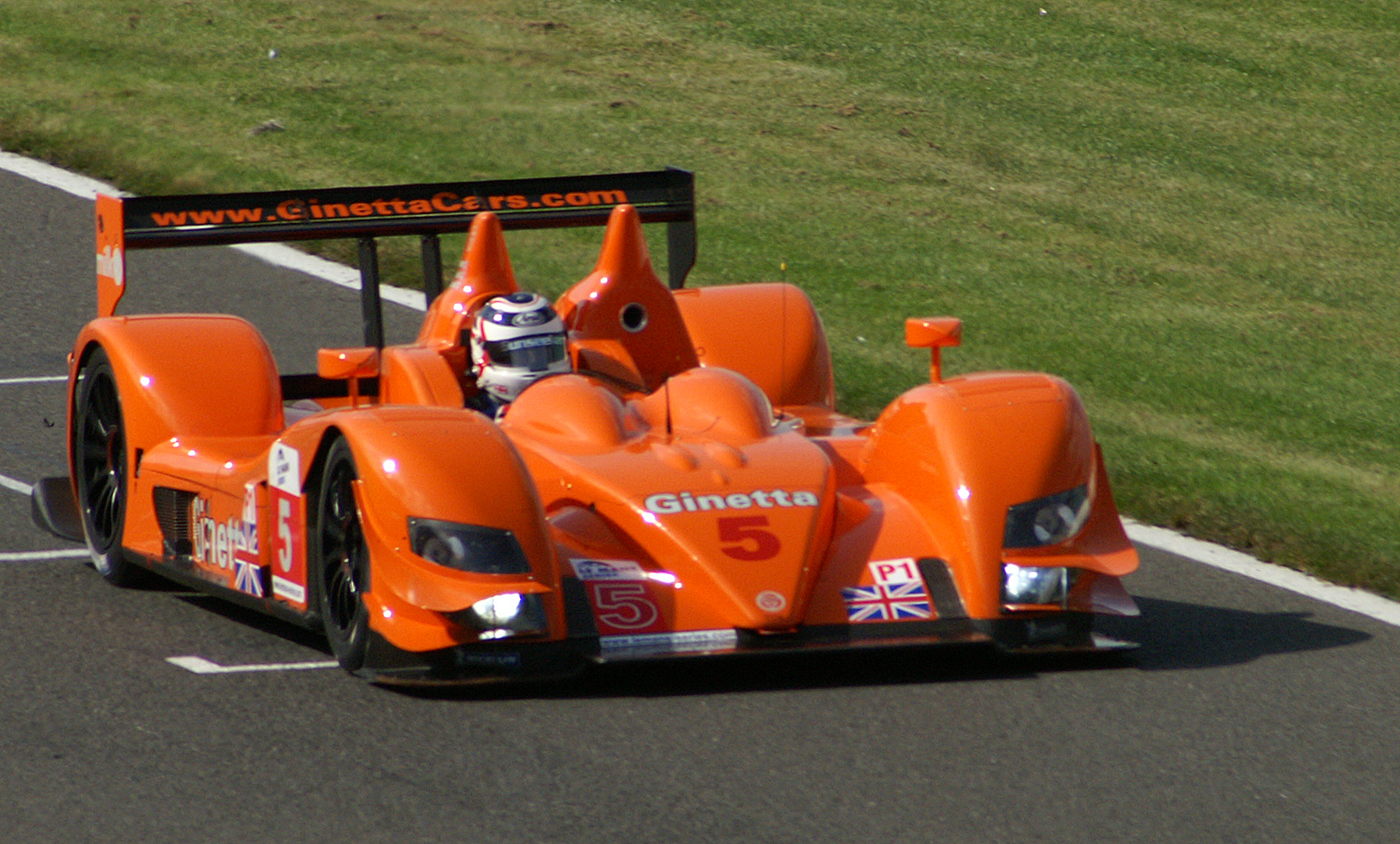
La Zytek 09S du Team LNT.

Gibson Technology ou plus simplement Gibson (anciennement Zytek Engineering), est une entreprise britannique spécialisée dans le sport automobile, fondée en 1981 par Bill Gibson.
Lawrence Tomlinson, pilote et propriétaire de LNT Automotive, est un des actionnaires de Zytek/Gibson. Ce qui explique le rapprochement avec le constructeur Ginetta, lui-même racheté par LNT Automotive en 2005.
En 2014, Zytek Automotive est racheté par le fabricant allemand de pneumatiques Continental AG. Zytek Engineering, restée indépendante, est renommée Gibson Technology.

## Compétition automobile
Elle a fourni aussi bien la Formule 3000 et la Formule 1, ainsi que l'A1 Grand Prix. La marque a aussi fourni un SREC à l'écurie McLaren en Formule 1 en 2009.
L'entreprise fabrique aussi des châssis type LMP1 et LMP2 courant notamment en ALMS et LMS. Depuis 2017, Gibson est le fournisseur motoriste unique de la catégorie LMP2 dans le championnat du monde d'endurance FIA.
Nigel Mansell et ses fils, Greg Mansell et Leo Mansell, pilotent pour le Beechdean Mansell Motorsport un prototype Ginetta-Zytek aux 24 Heures du Mans 2010 mais abandonnent dès la première heure de course à la suite d'une sortie de route de Nigel Mansell.